# Ragnar Hambræus
Gustaf Ragnar Hambræeus, född 29 januari 1891 i Nora stadsförsamling i Örebro län, död 12 januari 1971 i Oscars församling i Stockholm, var en svensk bankdirektör.
Ragnar Hambræeus var son till musikdirektören Axel Edvard Hambræeus och Maria Johansson samt bror till prästen Axel Hambraeus och läkaren Magnus Hambræus. Han var utbildad vid Schartaus handelsinstitut och bedrev språkstudier i Frankrike, England och Tyskland. Han tjänstgjorde från 1911 vid Bank AB Södra Sverige, kom 1919 till Svenska Handelsbanken och var därefter direktör och ledare för bankens direktion 1941–1956. Hambræus blev styrelseledamot i Svenska nationalföreningen mot hjärt- och lungsjukdom 1954 och medlem av direktionen för sällskapet Pro Patria 1954 och Stockholms sjukhem 1941 samt stiftelsen Rödakorshemmet 1956. Han hade flera olika utmärkelser, bland annat var han riddare av Vasaorden.
Han gifte sig 1920 med Karin Ström (1890–1970), dotter till postmästaren Gustaf Sandström och Laura Bothén. De fick dottern Gunilla Wetter (1928–1972). De är alla tre begravda på Lidingö kyrkogård.